# Landmacht (België)

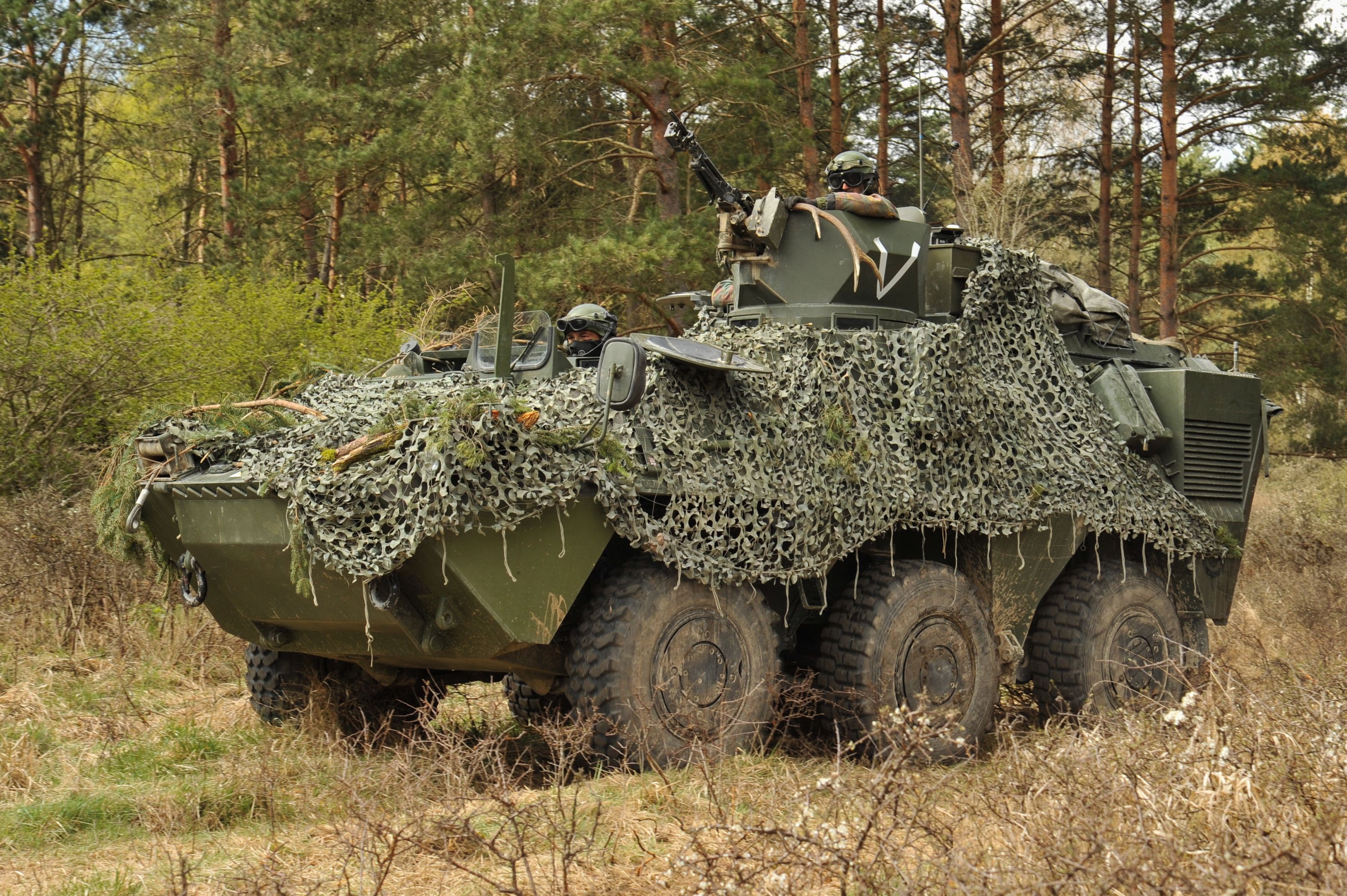
Belgische militairen in een pantservoertuig tijdens een NAVO-oefening in het Duitse Hohenfels (2015).

De Landmacht (Fr: forces terrestres) vormt het landstrijdkrachtenonderdeel van de Belgische Defensie. De Landmacht wordt wereldwijd ingezet bij gevechtsoperaties, vredeshandhavingsmissies, humanitaire hulp, civiele ondersteuning, internationale trainingen en de verdediging van het Belgische grondgebied en bondgenoten. Onderdelen van de landmacht zijn onder andere infanterie, artillerie, genie en speciale eenheden.
De landmacht is de grootste component binnen het Belgische leger qua manschappen; met een personeelsbestand van ongeveer 10000 FTE. De Landcomponent is met haar 35 eenheden betrokken bij de landsverdediging en bij diverse internationale operaties betrokken.
Naast de Landmacht bestaat Defensie uit:
- De Luchtmacht
- De Medische dienst
- De Marine
- Het Cyber Command

## Geschiedenis

### Oprichting en vroege geschiedenis (1830-1914)
De Belgische Landmacht vindt zijn oorsprong in de oprichting van het Belgisch leger in 1830, kort na de onafhankelijkheid van België. Aanvankelijk werd gehoopt dat België, als neutrale bufferstaat met garanties van Frankrijk, Groot-Brittannië en Pruisen, geen grote permanente militaire macht nodig had. Het land vertrouwde op de Garde Civique (Burgerwacht), een parttime militie. Al snel bleek echter dat een reguliere, voltijdse krijgsmacht noodzakelijk was, en zo werd het Belgische leger officieel gevormd.
De militaire organisatie werd vastgelegd in de wet van augustus 1837, waarbij het leger bestond uit infanterie, cavalerie, artillerie en genie. De infanterie omvatte veertien regimenten linietroepen, drie regimenten jagers te voet, een regiment grenadiers en een regiment karabiniers. De cavalerie bestond uit regimenten lansiers, gidsen en jagers te paard, terwijl de artillerie zowel veld- als vestingartillerie omvatte. Daarnaast bestond er een regiment genie met gespecialiseerde eenheden zoals spoorwegtroepen en telegrafisten.
Gedurende de negentiende eeuw onderging het Belgische leger een gestage modernisering. Hoewel het land tijdens de Frans-Duitse Oorlog van 1870-1871 neutraal bleef, werd het zich bewust van de noodzaak om zijn vestingwerken te versterken. Dit leidde tot de bouw van een reeks forten rond strategische steden zoals Luik en Namen.

### Eerste Wereldoorlog (1914-1918)
Bij het uitbreken van de Eerste Wereldoorlog in augustus 1914 bestond het Belgische leger uit zes infanteriedivisies en een cavaleriedivisie, met een totale sterkte van ongeveer 117.000 manschappen. De verdedigingsstrategie was gebaseerd op de versterkte steden Luik, Namen en Antwerpen. Op 4 augustus 1914 viel Duitsland België binnen, wat leidde tot hevige gevechten bij de forten van Luik. Ondanks fel verzet werden de forten binnen enkele dagen vernietigd door het Duitse geschut.
De Belgische troepen trokken zich terug naar Antwerpen en later naar de IJzervlakte. Onder leiding van Koning Albert I, die als opperbevelhebber de controle over het leger behield, wisten de Belgen bij de Slag om de IJzer in oktober 1914 de Duitse opmars te stoppen door de IJzervlakte onder water te zetten. Hierdoor stabiliseerde het front en bleef een deel van België, de Westhoek, in geallieerde handen. Het Belgische leger bleef actief langs dit front tot het geallieerde offensief van 1918, waarin het deelnam aan de bevrijding van Vlaanderen.
Na de oorlog werd het Belgische leger gereorganiseerd en groeide het in omvang en capaciteit. België zocht naar een defensiestrategie die zowel zijn neutraliteit als zijn veiligheid kon garanderen, wat leidde tot de versterking van de landsverdediging en de modernisering van het materieel.

### Interbellum en Tweede Wereldoorlog (1919-1945)
Tijdens het interbellum probeerde België opnieuw een politiek van strikte neutraliteit te voeren, wat leidde tot onderinvestering in het leger. Tegen 1940 was het Belgische leger gemobiliseerd tot 610.000 troepen, verdeeld over zeven infanteriekorpsen en een cavaleriekorps. Op 10 mei 1940 viel Duitsland opnieuw België binnen als onderdeel van de Blitzkrieg. Het Belgische leger bood hevig verzet, onder andere bij het fort van Eben-Emael, waar Duitse parachutisten in een gedurfde aanval het fort wisten uit te schakelen.
Na achttien dagen van gevechten gaf België zich op 28 mei 1940 over, op bevel van Koning Leopold III. Dit leidde tot een periode van bezetting, waarbij veel Belgische soldaten krijgsgevangen werden gemaakt. In Groot-Brittannië werd de 1e Belgische Infanteriebrigade, beter bekend als de Brigade Piron, opgericht. Deze eenheid vocht later mee aan de geallieerde zijde en nam in 1944 deel aan de bevrijding van België.

### Koude Oorlog en NAVO-integratie (1945-1991)
Na de Tweede Wereldoorlog werd het Belgische leger geïntegreerd in de structuren van de NAVO, aangezien België een van de oprichters was van het bondgenootschap in 1949. Tijdens de Koude Oorlog stond de Belgische landmacht in West-Duitsland als onderdeel van de NAVO-verdediging tegen een mogelijke Sovjetinvasie. De belangrijkste Belgische bijdrage was het 1e Belgische Legerkorps, bestaande uit de 1e Infanteriedivisie en de 16e Gemotoriseerde Divisie, gestationeerd in Duitsland.
Naast de conventionele strijdkrachten ontwikkelde België ook zijn luchtmobiele troepen, met name de Paracommando’s, die werden ingezet in verschillende internationale operaties, waaronder de Koloniale Oorlogen en humanitaire missies in Afrika. Tijdens de Koreaanse Oorlog stuurde België ook een contingent soldaten naar het front als onderdeel van de Verenigde Naties-troepen.

### Hervormingen en hedendaagse operaties (1991-heden)
Na het einde van de Koude Oorlog onderging de Belgische Landmacht ingrijpende hervormingen. De militaire aanwezigheid in Duitsland werd afgebouwd en de landmacht werd aanzienlijk verkleind. In 1993 werd een deel van de Belgische troepen geïntegreerd in het Eurokorps, een multinationale Europese militaire eenheid. Tegelijkertijd verschoof de focus van nationale verdediging naar internationale vredes- en stabiliteitsoperaties.
Sinds de jaren 90 heeft de Belgische Landmacht deelgenomen aan talrijke buitenlandse operaties, vaak in samenwerking met NAVO, de Verenigde Naties en de Europese Unie. Belgische troepen waren actief in vredesmissies op de Balkan, Afghanistan, Afrika en het Midden-Oosten. De eenheden zijn gespecialiseerd in operaties zoals crisisbeheersing, humanitaire hulp en de bescherming van burgers in conflictgebieden. In de recente jaren heeft de Landmacht haar focus verder verlegd naar hybride oorlogsvoering, waarbij naast conventionele gevechten ook cyberdreigingen en asymmetrische conflicten een rol spelen.

## Huidige operaties / missies

### Enhanced Forward Presence
Enhanced Forward presence (EFP) is een NAVO-missie die gericht is op de versterking van de oostelijke flank van het bondgenootschap. Sinds 2017 heeft de NAVO multinationale gevechtsgroepen gestationeerd in Estland, Letland, Litouwen en Polen als reactie op de verhoogde geopolitieke spanningen en de dreiging vanuit Rusland. België draagt bij aan deze missie door op regelmatige basis een detachement troepen te leveren, vaak bestaande uit een compagnie met ondersteunende elementen. Belgische militairen opereren binnen een multinationale battlegroup en werken nauw samen met bondgenoten om de collectieve afschrikking en verdediging te versterken. De missie omvat onder andere gezamenlijke oefeningen, patrouilles en samenwerking met lokale strijdkrachten.

### DOVO
DOVO is de gespecialiseerde eenheid van de Belgische Defensie die verantwoordelijk is voor het detecteren, opruimen en vernietigen van explosieven. Deze dienst speelt een essentiële rol binnen België, voornamelijk in de Westhoek, waar ze vaak oude munitie uit de wereldoorlogen onschadelijk maakt, maar ook internationaal in het kader van NAVO- en VN-missies. DOVO-specialisten worden ingezet in conflictgebieden om explosieven en geïmproviseerde explosieven (IED’s) te ontmantelen, en dragen zo bij aan de veiligheid van zowel militaire troepen als de lokale bevolking.

## Organisatie

### Huidige organisatie (2018-heden)
De landmacht heeft volgende organisatie:
- COMOPSLAND (hoofdkwartier landcomponent) in Evere.
- Gemotoriseerde brigade:
  - stafcompagnie (Leopoldsburg & Marche-en-Famenne)
  - Bataljon Jagers te Paard (Heverlee)
  - infanteriebataljon "Carabiniers-Grenadiers" (Leopoldsburg en Lombardsijde)
  - infanteriebataljon "Bevrijding - 5 Linie" (Leopoldsburg)
  - infanteriebataljon "1/3 lansiers" (Marche-en-Famenne)
  - infanteriebataljon "Ardense Jagers" (Marche-en-Famenne)
  - infanteriebataljon "12/13 linie" (Spa)
  - Bataljon Artillerie (Brasschaat) met GIAT LG1 houwitzers en 120mm-mortieren
  - 4 bataljon genie (Amay)
  - 11 bataljon genie (Zwijndrecht)
  - 4 groep CIS (Marche-en-Famenne)
  - 10 groep CIS (Leopoldsburg)
  - 4 bataljon logistiek (Marche-en-Famenne)
  - 18 bataljon logistiek (Leopoldsburg)
  - Kamp van Beverlo (Leopoldsburg)
  - kamp Marche (Marche-en-Famenne)
- Special operations regiment (SOR):
  - stafcompagnie (Heverlee)
  - 2 bataljon commando
  - 3 bataljon parachutisten
  - 6 groep CIS
  - special forces group (SFG) (Heverlee)
  - trainingscentrum voor commando's
  - trainingscentrum voor parachutisten
- Competentiecentrum land (Leopoldsburg)
- DOVO-ontmijningsdienst (Heverlee)
- Information - operations group (Heverlee)
- Movement control group (Peutie)
- Militaire politie groep (Evere)
- 29 bataljon logistiek (Grobbendonk)
- Kamp Lagland (Aarlen)
- Kamp Elsenborn (Bütgenbach)

## Belgisch-Franse samenwerking (CaMo)
De Capacité Motorisée (CaMo) is een strategische samenwerkingsovereenkomst tussen België en Frankrijk, ondertekend in 2018, met als doel de Belgische Landmacht te moderniseren en nauwer te integreren met de Franse landstrijdkrachten. Dit programma voorziet in de aanschaf van nieuwe gevechtsvoertuigen en een diepgaande operationele samenwerking tussen beide landen.
Een van de belangrijkste aspecten van CaMo is de aanschaf van 382 Griffon-infanterievoertuigen en 60 Jaguar-verkenningsvoertuigen voor de Belgische Landmacht. Deze voertuigen, afkomstig uit het Franse Scorpion-programma, zullen de huidige Piranha-voertuigen vervangen en de Belgische infanterie een aanzienlijke capaciteitsverhoging bieden. Naast materiële vernieuwing omvat de samenwerking ook tactische en operationele integratie, waarbij Belgische eenheden worden getraind en georganiseerd volgens Franse doctrines. Dit betekent dat Belgische en Franse eenheden volledig interoperabel worden, wat gezamenlijke inzet in internationale operaties eenvoudiger maakt. De samenwerking strekt zich uit tot gezamenlijke oefeningen, opleiding van personeel en logistieke ondersteuning.
Door CaMo wordt de Belgische Landmacht een van de weinige buitenlandse strijdkrachten die volledig geïntegreerd kunnen opereren met de Franse landmacht, wat de samenwerking binnen Europese en NAVO-verbanden versterkt.

## Materieel
W.I.P.

## Commandanten
- 2012-2014: generaal-majoor Hubert De Vos
- 2014-2017: generaal-majoor Jean-Paul Deconinck
- 2017-2019: generaal-majoor Marc Thys
- 2019-2023: generaal-majoor Pierre Gérard
- 2023-heden: generaal-majoor Jean-Pol Baugnée